# Kînașove, Nedrîhailiv
Kînașove (în ucraineană Кинашове) este un sat în comuna Kozelne din raionul Nedrîhailiv, regiunea Sumî, Ucraina.

## Demografie
Componența lingvistică a localității Kînașove
     Ucraineană (100%)
Conform recensământului din 2001, toată populația localității Kînașove era vorbitoare de ucraineană (100%).